# My Boy Jack
My Boy Jack är en pjäs från 1997 av den engelske skådespelaren David Haig. Den behandlar Rudyard Kiplings sorg över sonen Jack som dog i första världskriget. Pjäsen hade premiär 2004 i Nottingham.
Titeln kommer från Kipling dikt My Boy Jack från 1916. 